# グラディアトゥール賞
グラディアトゥール賞 (Prix Gladiateur) は、フランスのパリロンシャン競馬場で行われる競馬の競走。
フランスでは最古の歴史をもつ重賞。19世紀の半ばから20世紀半ばまでの約1世紀に渡り、6200メートルの長距離重賞としてフランス競馬界で特徴的な競走だった。現在は長距離G1のカドラン賞の前哨戦の位置づけにある。2016年現在はG3。
※本稿ではフランス語の「Grand Prix」の訳語を「大賞」で統一する。資料や訳者によっては「大賞典」とする場合もある。
※馬齢表記はすべて新基準

## 概要
もともとは「Grand Prix(大賞)」として創設された競走で、古い時代の競走で単に「グランプリ」というとこの競走を指す。
現在の競走名になっているグラディアトゥールは19世紀のフランスの名馬で、1865年にフランス史上初めてイギリスのダービーを勝ち、史上2頭目の英国三冠馬となった。グラディアトゥール自身は1866年に本競走に優勝しており、これを記念して1869年に従来の競走名を改め、「グラディアトゥール賞」となった。
それまでの本競走の名前は、19世紀におけるフランスの国体の変遷を反映し、「王室大賞(Grand Prix Royal)」、「祖国大賞(Grand Prix National)」、「帝国大賞(Grand Prix Impérial)」、「皇帝大賞(Grand Prix l'Empereur)」と次々と名を変えていた。
1836年にフランスダービー(ジョッケクリュブ賞)が創設されて以降30年の間に5頭のダービー優勝馬が本競走に優勝していることにも表れているように、19世紀半ばまではフランス国内でも重要な競走だった。1857年に距離が6000メートル級に延長され、およそ1世紀の間この特徴的な長距離が維持された。
一方、1860年代にロワイヤルオーク賞やパリ大賞が創設され、その後、フランスダービー馬の優勝は3頭にとどまり、1909年のシーシックSea Sickを最後に100年以上現れていない。
近年は度重なる距離短縮によって3100mとなり、往時の半分の距離となったが、それでも現代の基準では長距離の部類に入る。2012年時点では、秋の長距離G1のカドラン賞(4000m)の前哨戦として行われている。

## 条件
2012年時点でのもの。

### 負担重量
57キロ。
牝馬は1キロ減。
Gレース入着なしは1キロ減。
G1勝ち馬は3キロ増。
G2勝ち馬は2キロ増。
G3勝ち馬は1キロ増。

### 賞金
総賞金8万ユーロ

## 歴史

### 創設期

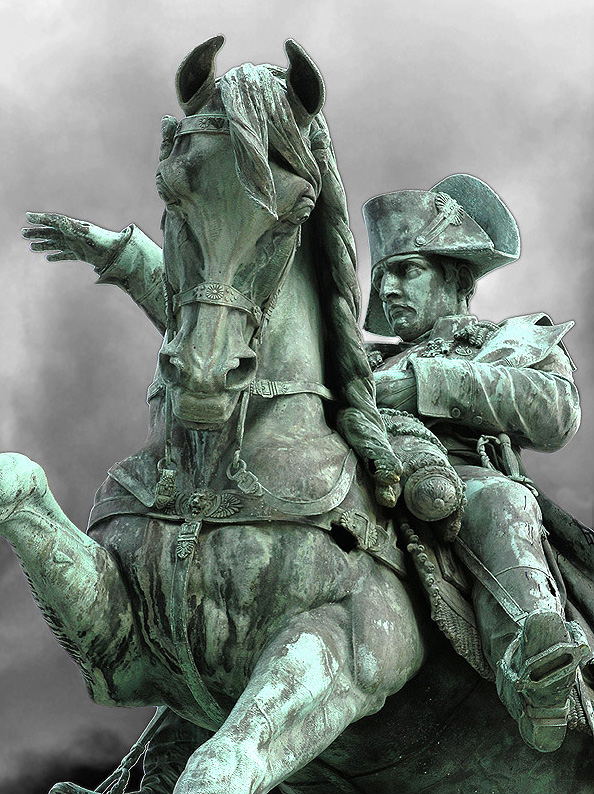
創設者ナポレオン一世

フランス競馬のルーツは17世紀まで遡ることができるが、当時は貴族や王族の余興として不定期に行われているに過ぎなかった。
1806年、ナポレオンは、騎兵の育成の観点から競馬の価値を認め、勅令を出してはじめて体系的な整備を行った。
フランス革命によって散逸した馬資源の再収集を図ったとされている。
これにより、最高の競走として創設された「大賞（Grand Prix）」が本競走の創始である。
ナポレオンは、フランス国内の馬産地ごとに競馬場を定め、このほかパリのシャン・ド・マルス競馬場を指定した。
出走できるのは7歳から9歳のフランス産の牡馬・牝馬とした。
各地の競馬場では、
- (1)7歳牡馬による競走(4000m) - 賞金1200フラン
- (2)7歳牝馬による競走(4000m) - 賞金1200フラン
- (3)8～9歳の牡牝馬による競走(6000m) - 賞金1200フラン

が行われ、各競走の優勝馬3頭を集めて
- (4)優勝戦(4000m) - 賞金2000フラン

が行われた。
そして、パリのシャン・ド・マルス競馬場で、各地の代表馬を集めて4000mの競走が行われた。4000mはちょうどシャン・ド・マルス競馬場を2周する距離で、一着賞金は4000フランだった。これが「グランプリ(Grand Prix＝大賞)」すなわち本競走の創始である。
競走馬の確実な改良を担保する方法として、これらの競走の賞金の受け渡しにはユニークな規定があった。ある競走に優勝してもすぐには賞金がもらえず、それより上のランクの競走に出走し、それを書類で証明しなければ賞金を受け取れないというものだった。つまり、各地方の優勝戦に勝って獲得した2000フランを受け取るためには、パリの「Grand Prix」に出走する必要があった。こうした取り決めによって、格上の競走は常に高いレベルの競走馬によって行われるように計画されていた。
しかし実際にはこの計画は意図通りには機能しなかった。たとえば1807年には、パリでの「Grand Prix」に集まったのは2頭に過ぎなかった。1814年の開催に至っては出走1頭の単走だった。ピレネーやモルビアンなど5つの馬産地はパリから遠く、20日を要したのである。これらの規定と施行は「官僚的特質を豊富に持っていたもの」であり、娯楽を求める観衆や実際の生産者にとっては「お仕着せがましい生産奨励」だった。

#### 長距離とペース
この時代、4000メートルの最低標準走破時間は6分10秒、7歳馬の負担重量は62.5Kgだった。約200年後のカドラン賞(4000メートル・G1)の2011年の優勝タイムは4分30秒である。
この走破時間の差を、そのまま当時と現代の競走馬の資質の差とするのは早計である。というのも、当時の長距離競走は現代とは違い、非常にゆったりとしたペースで行われていた。スタートしてから、ゴールまで残り数百メートルの位置まではゆったりと走り、最後の200メートルから400メートルではじめてスピードをあげた。スタートしてから一定の速いペースで走り、ついていけないものは脱落するという現代的な競走はアメリカの影響によるもので、『当時の馬の持久力とは今日において意味するスタミナではないことは明瞭』（『ヨーロッパにおける競馬事業序説』p223）であり、どちらかというと『経済速度における耐久力』（同書）を試するものだったと考えられている。

### 大賞時代
ナポレオンの失脚による混乱によって、1815年からしばらくの間は競馬が中止になったが、ルイ18世が即位して王政が復古すると、1819年に競馬が再開された。後を継いだシャルル10世もまた競馬に傾倒した。
1828年の優勝馬ヴィットーリア(Vittoria)はシャルル10世の王太子アングレーム公爵の生産馬だった。公爵の生産馬は過去6年の大賞のうち5回を制していた。一方、後にフランスの馬種改良奨励協会の会長となるヘンリー・シーモア＝コンウェイ卿はフランス生まれのフランス育ちだが国籍はイギリス人で、親から受け継いだ資産でイギリスから次々と名馬を購入しては競馬に使い、当時のフランスを代表する馬主として知られていた。既に馬主として名声を手にしていたシーモア＝コンウェイ卿だったが、大賞はまだ勝ったことがなく、どうしてもヴィットーリアを負かさなければ自尊心が許さなかった。そこでシーモア＝コンウェイ卿はイギリスからグッドウッドカップの優勝馬リンクボーイ(Link Boy)を購入してヴィットーリアに挑んだが、敗れてしまった。すると今度は2000ギニーの優勝馬ターコマン(Turcoman)を買ってきてヴィットーリアに挑んだ。5000フランを賭けたマッチレースでターコマンはヴィットーリアのすぐ後ろを追走し、勝負どころでスパートをかけようとしたが、逆に離されてしまって2馬身差で敗れた。納得のいかないシーモア＝コンウェイ卿は、両者の負担重量を変えることを提案した。ヴィットーリアは牝馬だったので、負担重量を軽減されていたが、それをなくして馬齢重量だけの勝負を求めた。賭け金は前回の5倍の25000フランとした。しかし、シーモア＝コンウェイ卿は賭けの成立を前にターコマンを売却してしまい（ヴィットーリアの側はこの申し出を受けるつもりでいた）、この勝負は実現しなかった。いずれにしろ、シーモア＝コンウェイ卿の挑戦は、皮肉なことにヴィットーリアの名声を高めることにしかならなかった。シーモア＝コンウェイ卿は翌1829年にライオネル(Lionel)で念願の大賞に勝った。一方のアングレーム公は翌1830年の夏に起きた七月革命で国を追われた。

#### ロイヤル大賞
この七月革命の後、ルイ・フィリップ王のもとで馬種改良奨励協会が組織されフランスの競馬を統括することになった。会長は前述のヘンリー・シーモア＝コンウェイ卿である。競走の名前は「ロイヤル大賞(Grand Prix Royal＝王室大賞)」となった。王室大賞は5月に開催された。
1836年にはイギリスにならい、3歳馬のためにフランスダービー(ジョッケクリュブ賞)が創設された。初代フランスダービー馬となったのはシーモア＝コンウェイ卿のフランク(Franck)で、フランクは翌年になって王室大賞に勝ち、フランスの二大レースを制覇した馬となった。その後、MorokとFitz Emiliusが両レースを制した。また、1840年に王室大賞を勝ったノーチリュ(Nautilus)はヴィットーリアの子で、母子制覇となった。ノーチリュは3歳、4歳、6歳のときにカドラン賞を3勝した。
結果的に最後の王室大賞となった1847年の優勝馬はプレデステニー(Predestinee)という牝馬だった。プレデステニーのもとの馬主はシャルル・ド・モルニ公爵である。モルニ公爵は後の皇帝ナポレオン3世の異父弟で、ロンシャン競馬場の建設やパリ大賞の創設に尽力した人物である。モルニ公爵は競馬仲間のオーギュスト・リュパンと、プレデステニーが5歳になる前に2万フランを稼ぐかどうかという賭けをした。プレデステニーは結局、2万フランを稼ぐことはなく、賭けに敗れたモルニ公爵はプレデステニーを売り払ってしまった。その後、秋にプレデステニーは王室大賞を勝ち、それだけで1万4000フランを稼いだのだった。モルニ公爵、リュパン氏ともフランスのG1競走にその名を残している。

#### ナシヨナル大賞
1848年に起きた二月革命によって共和政が敷かれると、レースの名前は「ナシヨナル大賞(Grand Prix National＝祖国大賞)」となった。1852年にナシヨナル大賞を勝ったのはエルビーヌ(Hervine)という牝馬で、3歳の時にディアヌ賞(フランスオークス)を勝ち、古馬になってカドラン賞などフランスとベルギーの主なレースを勝って大陸最良の馬となった。（エルビーヌの母ポエテス(Poetess)は初代のフランスオークス馬で、その父ロイヤルオークはロイヤルオーク賞の名前になった名種牡馬である。）

#### アンペリアル大賞
数年後にナポレオン3世が皇帝に即位すると、「アンペリアル大賞(Grand Prix Impérial＝帝国大賞)」に改められた。1854年にはロイヤルクァンドメーム(Royal Quand-Meme)が優勝し、父Giges(1841年優勝)と父子制覇を達成した。
1857年にロンシャン競馬場が新設されたのを契機に、距離は6000メートルに延長された。この長くなった帝国大賞を最初に勝ったのがモナルク(Monarque)で、後の名馬グラディアトゥールの父である。モナルクは既に3歳のときにプールデッセ(フランス2000ギニー)とジョッケクリュブ賞(フランスダービー)に勝っていた。

#### ランペルール大賞

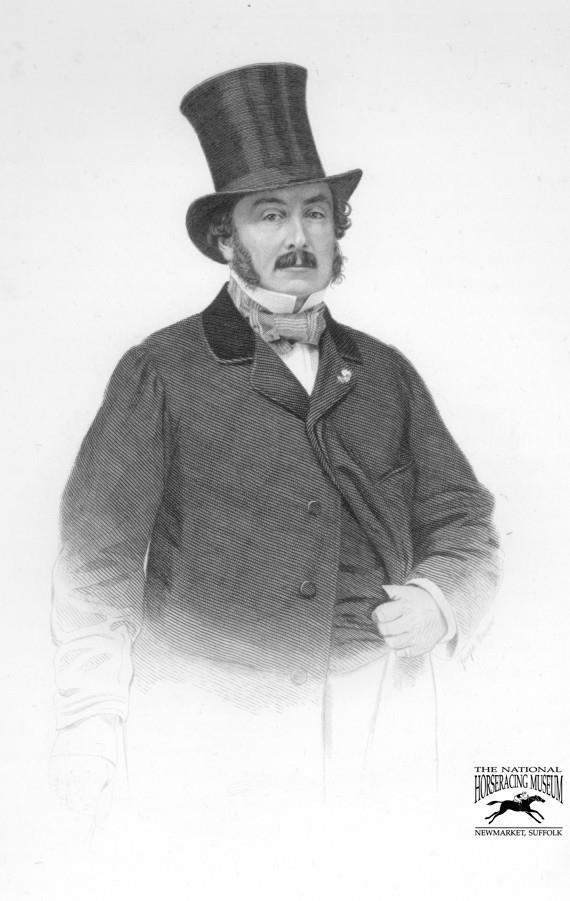
馬主として最多の10勝をあげたラグランジュ伯

1861年に競走名は「ランペルール大賞(Grand Prix de l'Empereur＝皇帝大賞)」となり、距離はさらに200メートル延長となって6200mとなった。この距離はその後、約1世紀の間維持された。イギリスではかつて4マイル(約6400メートル)クラスの競走が当たり前のように行われていたが、こうした競走は既に19世紀の初め頃には廃れていたので、20世紀になっても6000メートル超で行われる本競走はフランスのみならずヨーロッパの中でも際立った長距離レースだった。一方、3歳馬のためにはパリ大賞や皇太子賞(現ロイヤルオーク賞)などの高額賞金競走が新設された。1862年にジョッケクリュブ賞(フランスダービー)とロイヤルオーク賞に勝ったスーベニール(Souvenir)は、翌1863年にランペルール大賞の勝馬となった。
しかし、フランス国内で好成績を収めた競走馬は、より高い賞金を求めてイギリスへ遠征する傾向があった。これらの遠征はほとんど成果をあげられなかった。逆にパリ大賞典など国内の高額賞金競走をイギリス馬に勝たれる始末だった。
こうした状況を遂に打破したのが、ラグランジュ伯の持馬グラディアトゥールである。グラディアトゥールは前述のエルビーヌの半弟で、父は1857年の優勝馬モナルクである。グラディアトゥールはフランスに念願のイギリスダービー制覇をもたらしたばかりか、クラシックレースをすべて勝って、英国史上2頭目の三冠馬となった。フランス人は、50年前にナポレオンが敗れたワーテルローの戦いの仇をとったと喝采をあげた。イギリス人にとっては70回を超すダービーの歴史の中で初めて外国馬の優勝を許してしまった。グラディアトゥールはその後、フランスに凱旋してランペルール大賞を勝った。
馬種改良奨励協会は、この名馬を記念して1869年からランペルール大賞の名を「グラディアトゥール賞」と改めることにした。

### 戦争時代
競走名が改称になって最初のグラディアトゥール賞を勝ったのはラグランジュ伯のトロカデロ(Trocadero)で、これもグラディアトゥールと同じモナルクの産駒だった。この頃を境に、グラディアトゥール賞の優勝馬はほとんどフランス産の種牡馬から誕生するようになった。トロカデロは種牡馬となって1881年から1884年まで4年連続でグラディアトゥール賞勝馬を出した。
翌1870年にドイツ諸邦との間で始まった1870年戦争でフランスは敗れ、ナポレオン3世は捕虜となって退位し、パリも占領された。この年は競馬は中止になって、グラディアトゥール賞も行われなかった。
1896年の優勝馬オムニウム(Omnium)は父のユパス(Upas)もグラディアトゥール賞の勝馬で父子2代制覇となった。オムニウムは後にフランスのリーディングサイアーとなった。また、1897年と1898年にグラディアトゥール賞を連覇したエルフ(Elf)もユパスの子で、エルフの子シーシック(Sea Sick)も1909年にグラディアトゥール賞を勝って、父子3代制覇となった。シーシックはフランスダービーも勝ったが、これがフランスダービー馬によるグラディアトゥール賞の最後の優勝となっている。
1893年に古馬のための国際競走として2400メートルのコンセイユ・ド・ミュニシパル賞(Prix du Conseil Municipal＝市議会賞)が賞金10万フランで創設されると、グラディアトゥール賞はもはや古馬にとって最も重要なレースとは言えなくなった。第一次世界大戦の影響で5年間競馬が行われなかったあと、1920年の秋に凱旋門賞が新設されるとその傾向は一層強まった。グラディアトゥール賞は賞金面では凱旋門賞やコンセイユ・ド・ミュニシパル賞に及ばなかったし、これらのレースを10月初旬に開催するためにグラディアトゥール賞の開催日程を10月末に移動されるような扱いとなってしまった。
とは言え少なくともこの時代にはグラディアトゥール賞も一流の競走馬を集めていた。例えば1921年の優勝馬オドル(Odol)は、グラディアトゥール賞のほかカドラン賞と3000メートルのビアンナル賞に勝ってその年の古馬では最高の評価を得た。1921年と1922年に凱旋門賞を連覇したクサール(Ksar)は1922年の秋、引退レースにグラディアトゥール賞を選んだ。しかし勝ったのはフレショワ(Flechois)というステイヤーで、フレショワは凱旋門賞で2年連続の2着に敗れていたので、引退レースでフレショワに雪辱を許した格好になってしまった。
その後、第二次世界大戦が始まるとパリはドイツ軍に占領され、競馬も中止となった。その後、1943年から1945年までの間はトランブレー競馬場で代替開催された。この時の勝馬の中にはカドラン賞を4勝し、ドンカスターカップやグッドウッドカップも制した名長距離馬のマルシャス(Marsyas)もいる。
終戦後、1946年にロンシャン競馬場でグラディアトゥール賞が再開された。

### 近年
グラディアトゥール賞は戦時中の中断をはさみながらも、90年以上にわたって6000m級の超長距離競走として独特の地位を保ってきた。しかし、とうとう1956年に4800メートルに短縮となった。その後、1977年に4000メートル、1991年には3100メートルに短縮となった。
1971年にヨーロッパにグループ制が導入されると、グラディアトゥール賞はG3に位置づけられた。グラディアトゥール賞は様々な競走体系の整備によって、もっぱらカドラン賞の前哨戦とみなされるようになった。
2008年からはカタールがスポンサーとなり、カタール・グラディアトゥール賞として行われている。2011年にはチェコダービー馬、スイスダービー馬の参戦があった。

### 年表
- 1804 ナポレオン1世、皇帝に即位
- 1805 馬産に関する勅令公布
- 1806 競馬に関する勅令公布
- 1807 Gran Prix創設　4000m　シャン・ド・マルス競馬場
- 1815 ワーテルローの戦いでナポレオン軍が敗北
- 1815 競馬中止(-1819)
- 1815 復古王政（ルイ18世）
- 1819 国内の競馬が再開
- 1830 七月革命
- 1833 馬種改良奨励協会創立
- 1834 Grand Prix Royalに改称
- 1836 フランスダービー(ジョッケクリュブ賞)創設。3歳馬による2500m戦。
- 1838 カドラン賞創設(4000m)
- 1846 シャンティイ競馬場で開催
- 1848 二月革命
- 1848 Grand Prix Nationalに改称　（※1848年　2月革命により第二共和政となる）
- 1852 ナポレオン3世即位。フランス第二帝政
- 1853 Grand Prix Impérialに改称
- 1857 ロンシャン開催に変更　6000m
- 1861 Grand Prix de l'Empereurに改称　6200m
- 1861 ロワイヤルオーク賞創設
- 1863 パリ大賞典創設
- 1866 Gladiateurが優勝。
- 1869 Prix Gladiateurに改称
- 1870 1870年戦争開戦。9月にナポレオン3世が捕虜となる。
- 1871 パリ陥落
- 1906 シャンティイ競馬場で開催
- 1907 ロンシャン開催に戻る
- 1914 第一次大戦で中止(-1918)
- 1920 凱旋門賞創設
- 1933 アメリカ産馬Voilaが外国馬として初めて優勝。
- 1939 第二次大戦で中止(-1940)
- 1943 トランブレー競馬場で代替開催(-1945)
- 1946 ロンシャン開催に戻る
- 1956 4800mに短縮
- 1971 グループ制導入。G3に格付け。
- 1977 4000mに短縮
- 1991 3100mに短縮
- 2008 カタールがスポンサーとなり、「カタール・グラディアトゥール賞」となる。
- 2016 シャンティイ競馬場で代替開催(-2017)

## 記録

### 過去の主な優勝馬
- 1828年：ヴィットーリア(Vittoria)
- 1857年：モナルク(Monarque) - グラディアトゥールの父
- 1866年：グラディアトゥール(Gladiateur) - 英国三冠馬
- 1896年：オムニウム(Omnium) - フランスのチャンピオンサイヤー
- 1973年：*ラッサール(Lassalle) - 本邦輸入種牡馬

### 近年の優勝馬
- 2000年： Orchestra Stall
- 2001年： Yavana's Pace
- 2002年： Miraculous
- 2003年： Darasim
- 2004年： Westerner
- 2005年： Reefscape
- 2006年： Le Miracle
- 2007年： Varevees
- 2008年： Kasbah Bliss
- 2009年： Kasbah Bliss
- 2010年： Gentoo
- 2011年： Ley Hunter
- 2012年： Ivory Land
- 2013年： Domeside
- 2014年： Bathyrhon
- 2015年： Walzertakt
- 2016年： Vazirabad
- 2017年： Vazirabad
- 2018年： Called To The Bar
- 2019年： Called To The Bar
- 2020年： Called To The Bar
- 2021年： Bubble Smart
- 2022年： Big Call
- 2023年： Lastotchka
- 2024年： Sevenna's Knight

### 最多勝利記録
- 馬主 - ラグランジュ候フレデリック伯爵（Count Frédéric de Lagrange） - 10勝(グラディアトゥールやその父モナルクなど)
- 調教師 - トム・ジェニングス調教師 - 13勝（グラディアトゥール、モナルクなど）
- 騎手 - Spreoty騎手 5勝

## 備考・その他
- 創設年の1807年はゴールドカップの創設年でもある。
- リュパン賞の前身は「アンペルール賞(Prix de l'Empereur)」（“Grand”じゃない）という競走もあった。